# كليفورد إي. هورتون
كليفورد إي. هورتون (بالإنجليزية: Clifford E. Horton)‏ هو مدرب كرة سلة أمريكي، ولد في 1892 في شيلتون في الولايات المتحدة، وتوفي في 1 أبريل 1981 في نورمال في الولايات المتحدة.